# Kevin Seguel
Kevin Gary Seguel Ibarra (Valparaíso, V Región de Valparaíso, Chile, 6 de abril de 1996) es un futbolista chileno. Juega de mediocampista y su equipo actual es el Buenos Aires de la Tercera División B de Chile. 
Cabe mencionar que fue una de las víctimas del Gran incendio de Valparaíso donde fue ayudado por su club y sus compañeros de cadetes.

## Trayectoria
Llegó a los seis años a las divisiones inferiores del Santiago Wanderers tras jugar en clubes amateur de su ciudad natal, Valparaíso, dando el salto al primer equipo en la Temporada 2015/16.

## Selección nacional
Ha sido parte de la Selección de fútbol de Chile a nivel sub-15 y sub-20 en pre nóminas, no llegando a tener participaciones oficiales por ninguna de estas.

## Estadísticas

### Clubes
| Santiago Wanderers · Chile       |               |               |    |    |    |    |    |    |    |    |
| 1ª                               | 2016-A        | --            | -- | -- | -- | -- | -- | -- | -- |    |
| Total club                       | Total club    | --            | -- | -- | -- | -- | -- | -- | -- |    |
| Total carrera                    | Total carrera | Total carrera | -- | -- | -- | -- | -- | -- | -- | -- |
| (1) Incluye datos de Copa Chile. |               |               |    |    |    |    |    |    |    |    |